# IC 475
IC 475 ist eine Spiralgalaxie vom Hubble-Typ Sbc im Sternbild Zwillinge auf der Ekliptik. Sie ist schätzungsweise 198 Millionen Lichtjahre von der Milchstraße entfernt.
Das Objekt wurde am 17. Februar 1892 vom französischen Astronomen Stéphane Javelle entdeckt.